# Kreuzsteine (Schönwald)

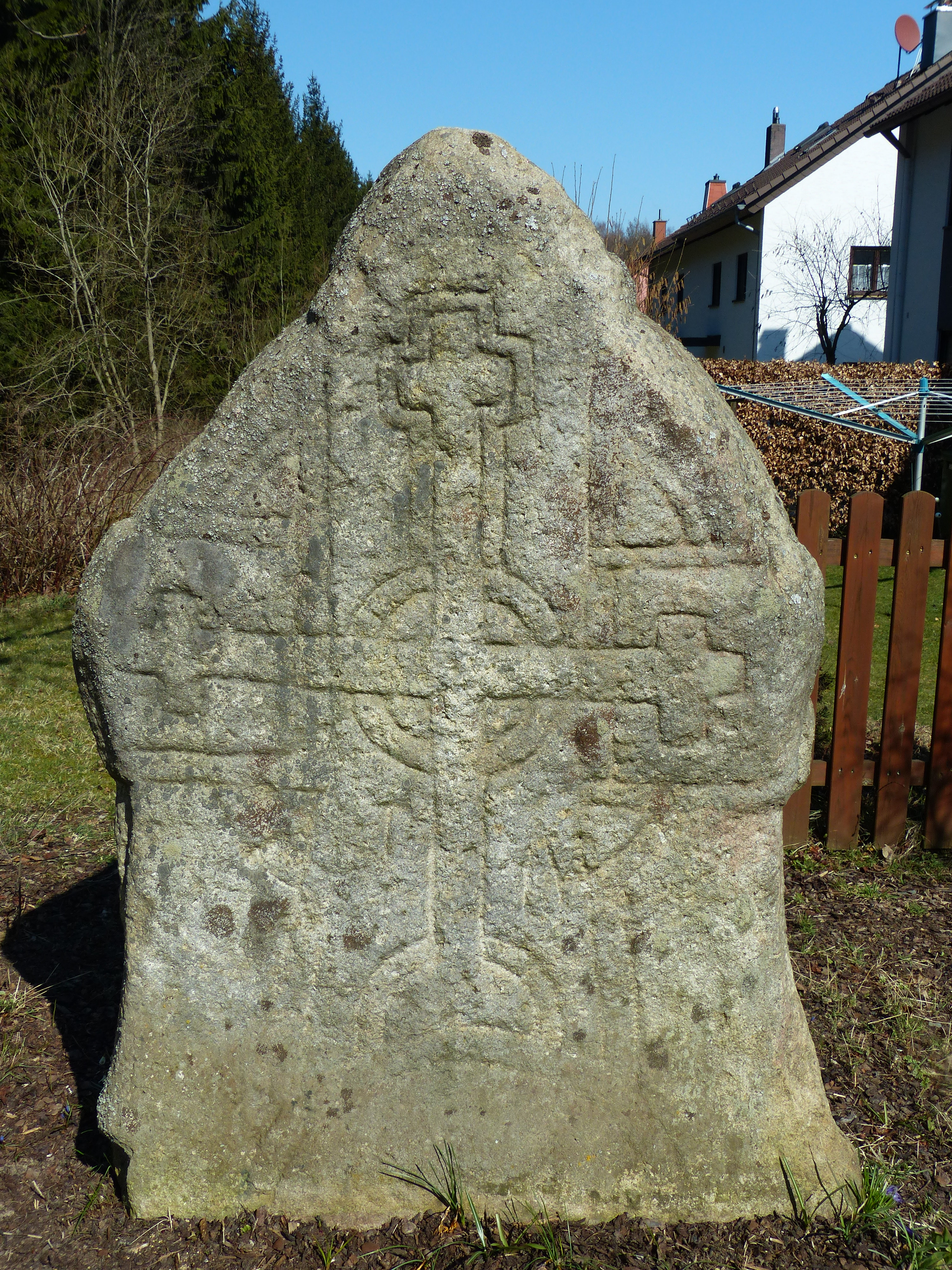
Kreuzstein am Pfaffenberg

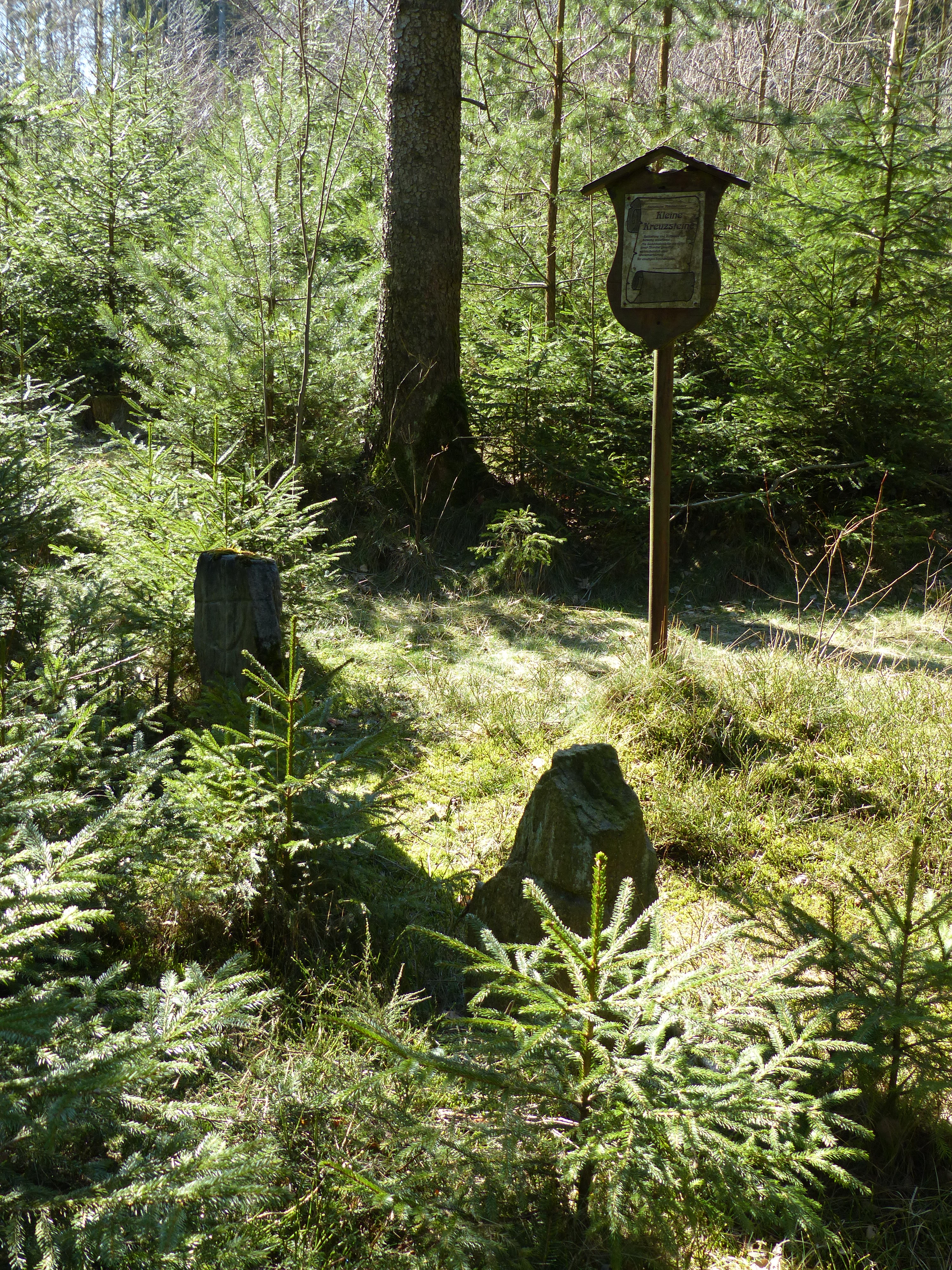
Kreuzsteine im Rauschenholz

Die Kreuzsteine bei Schönwald sind sagenumwobene Kleindenkmäler. Die Kreuzsteine gehören zu den denkmalgeschützten Baudenkmälern der Stadt Schönwald im oberfränkischen Landkreis Wunsiedel im Fichtelgebirge. Alle drei Steine sind vom Arbeitskreis Heimatgeschichte Schönwald mit Hinweisschildern zur besseren Orientierung und mit erklärenden Informationen versehen.

## Kreuzstein am Pfaffenberg
Der Kreuzstein auf der Passhöhe (50,20336° N, 12,07735° O) zwischen dem Rabenberg und dem Pfaffenberg befindet sich am Ende des Wohngebiets der Stadt. Straßenbezeichnungen wie Am Kreuzstein weisen darauf hin, ebenso wie die Alte Rehauer Straße, die über die Kleppermühle nach Rehau führte.
Der als Scheibenkreuzstein oder nach der Sage auch als Müllerstein bezeichnete Hauptstein besteht aus Granit. Auf der Vorderseite des spitz zulaufenden Hauptsteins befindet sich ein eingeritztes Wiederkreuz. Es steht auf zwei Halbbögen. Vom Kreuzmittelpunkt gehen zwei Kreise aus. Die Arme des Kreuzes haben wiederum kreuzförmige Endungen. Die Flächen zwischen den Armen unterstreichen mit rechtwinkligen Linien und angedeutetem Kreisbogen das zentrale Kreuzmotiv. Unter dem Querbalken des Hauptkreuzes sind vorderseitig zwei kleine Zeichen eingeritzt. Auf der Rückseite ist eine ähnliche, aber deutlich einfachere Zeichnung zu sehen. Der Stein ist 1,20 Meter hoch und 0,90 Meter breit.

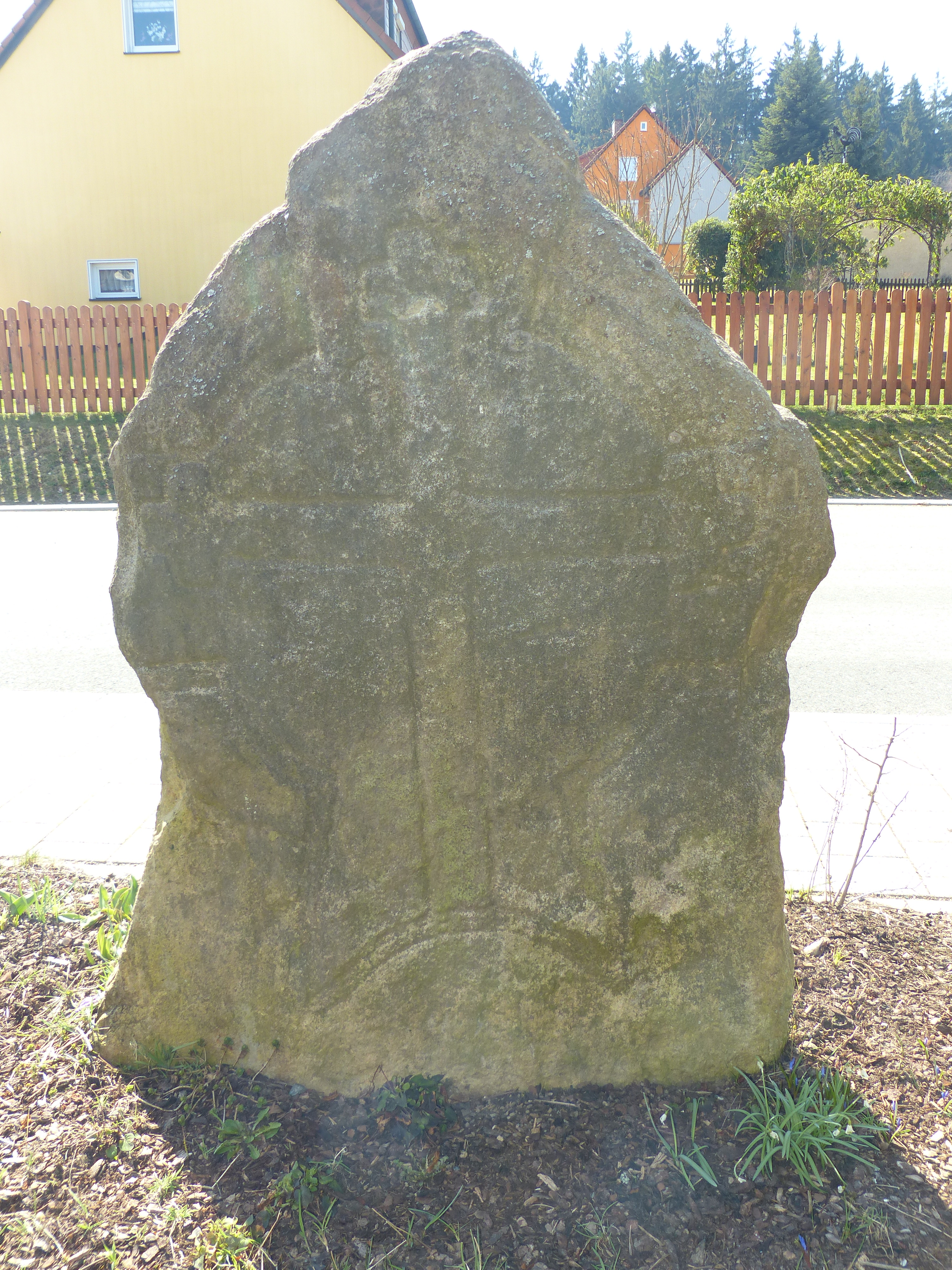
Kreuzstein am Pfaffenberg, Rückseite

## Kreuzsteine im Rauschenholz
Die Kreuzsteine im Rauschenholz (50,20876° N, 12,08557° O) bestehen aus Phyllit. Sie sind erreichbar über eine Abzweigung des Weges von Schönwald nach Sophienreuth. Der Stein mit dem Wiederkreuz ist die Kopie eines Steines, der seit 1968 im Magazin des Fichtelgebirgsmuseums aufbewahrt wird.

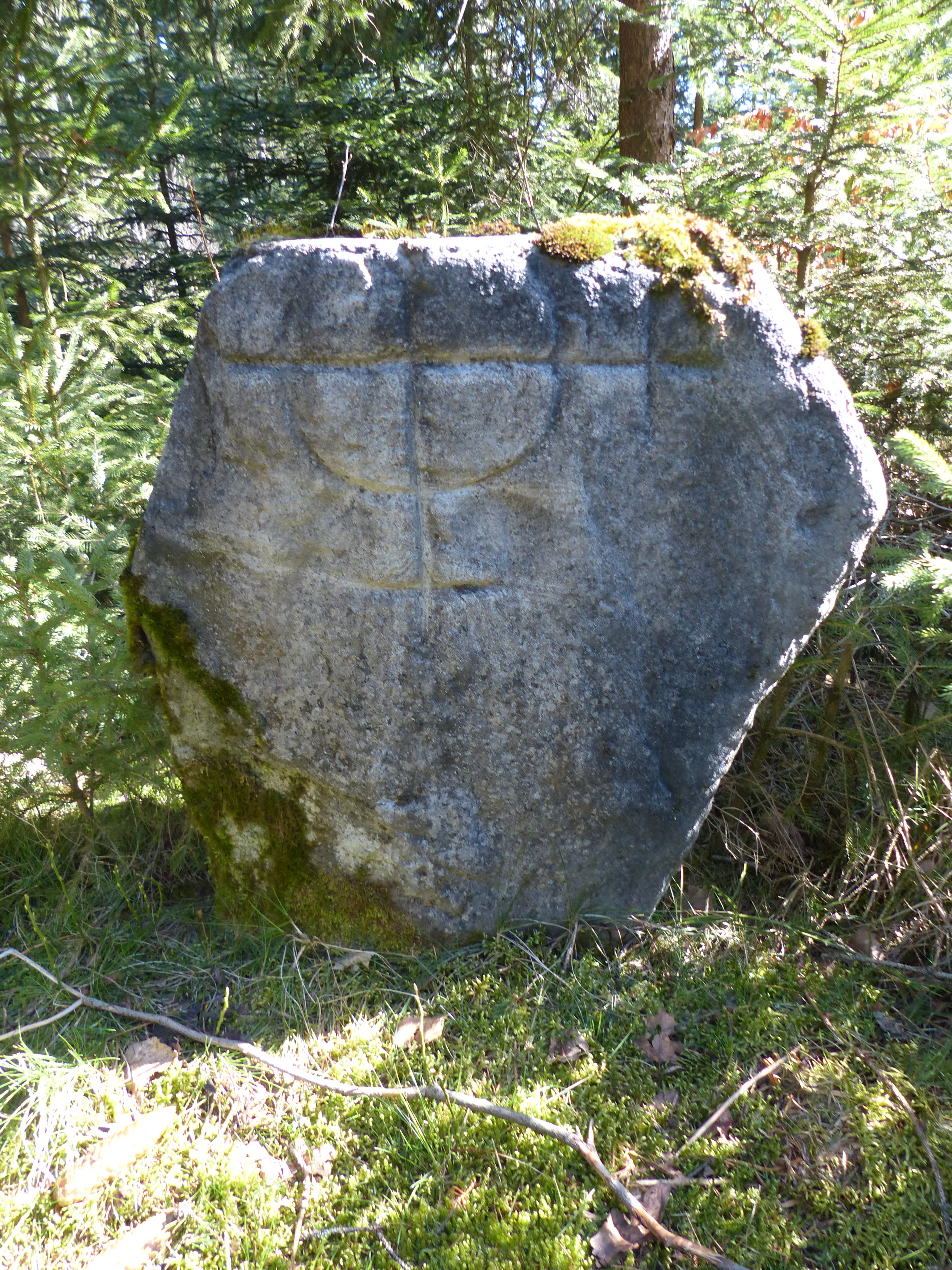
Kreuzstein im Rauschenholz (Kopie), Vorderseite
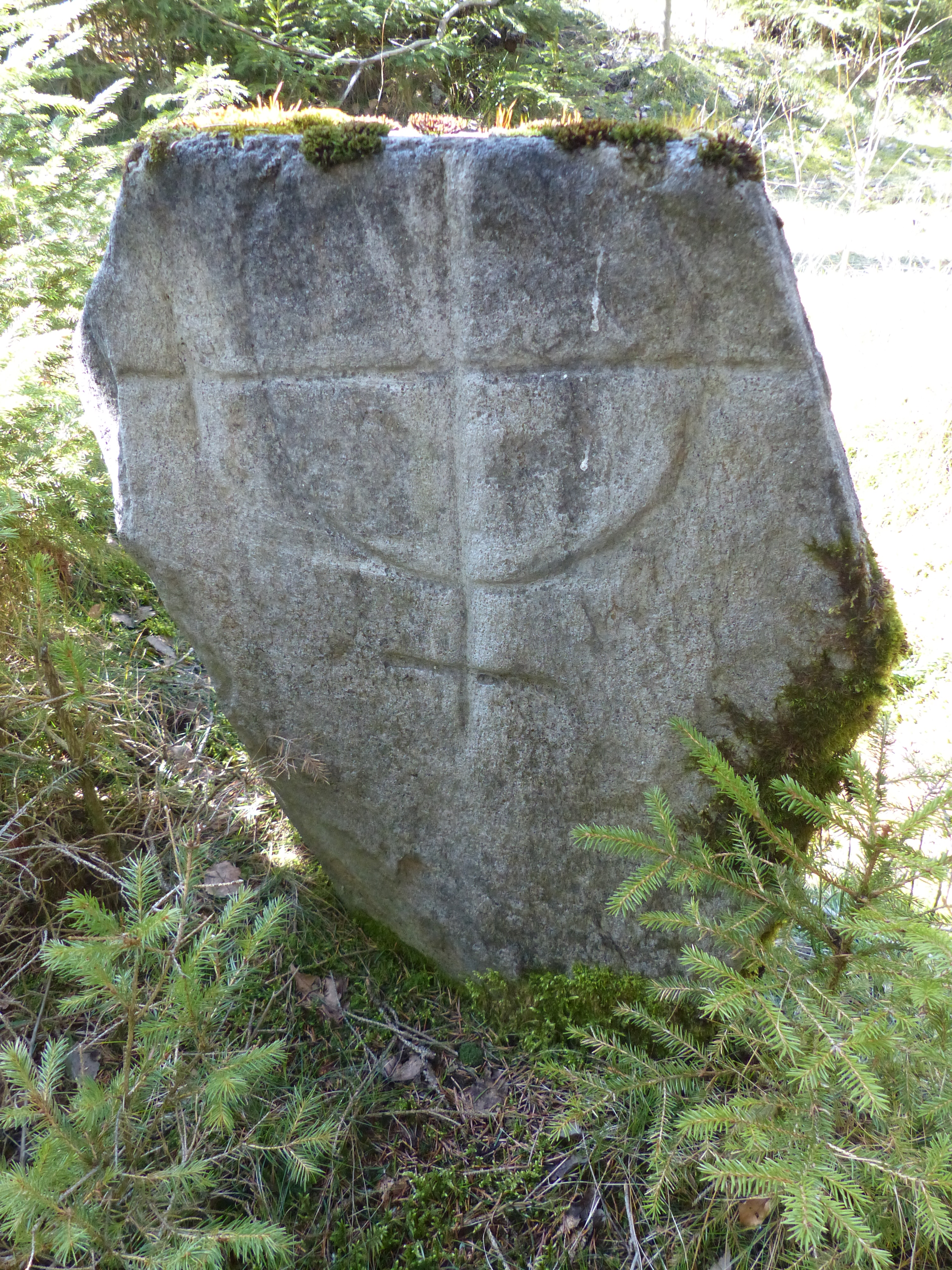
Kreuzstein im Rauschenholz (Kopie), Rückseite
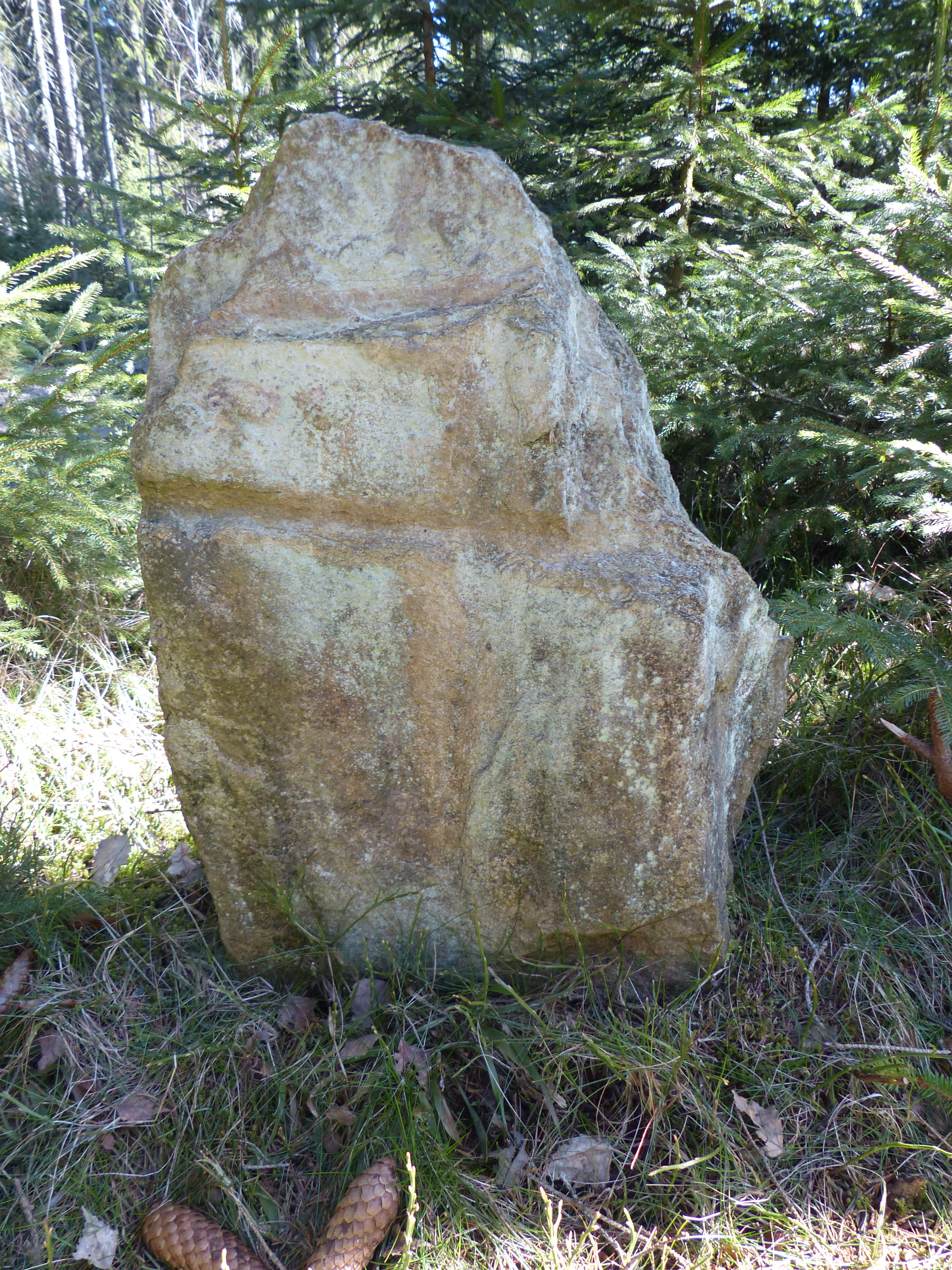
Weiterer Kreuzstein im Rauschenholz, Vorderseite
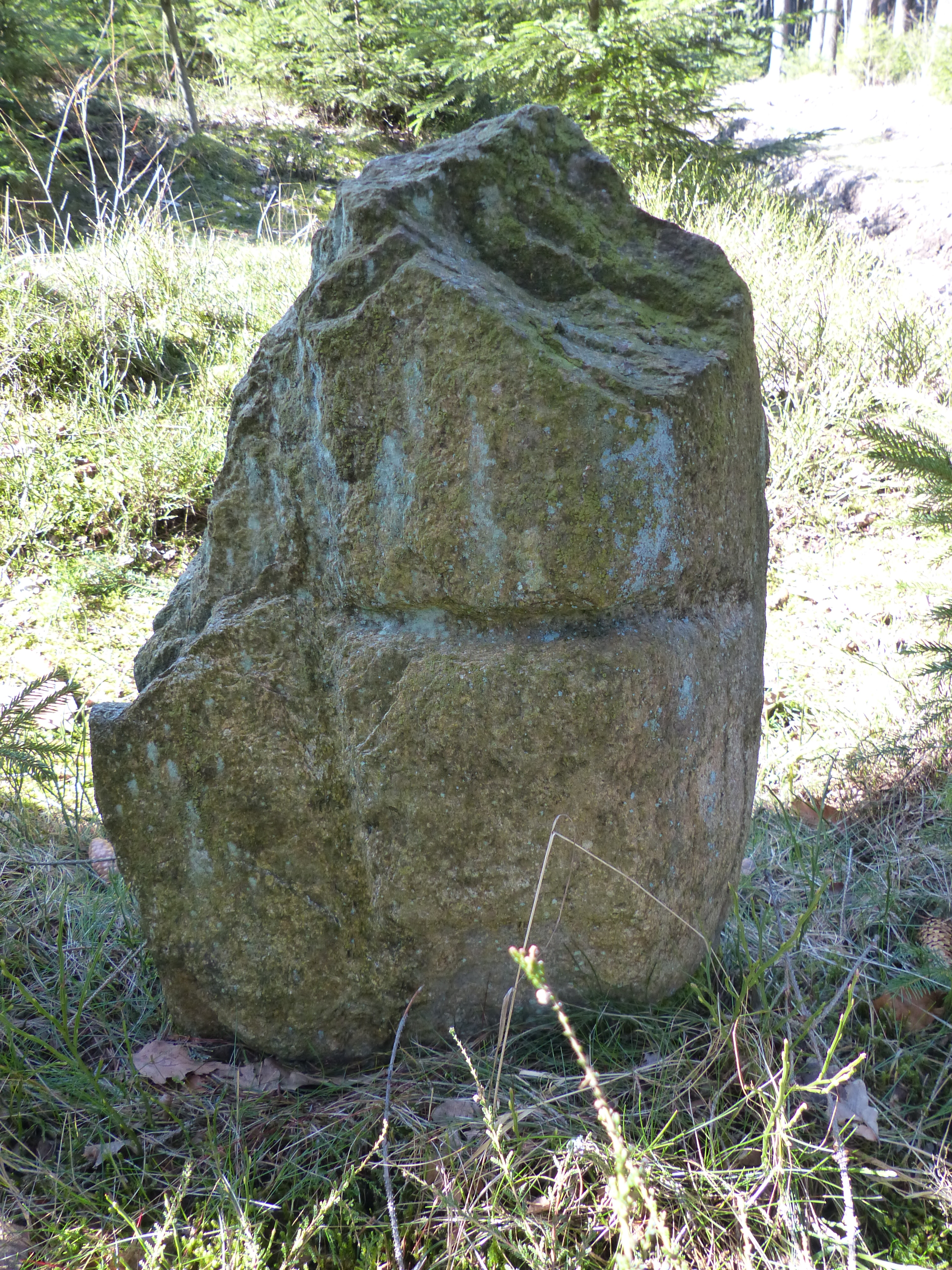
Zweiter Stein, Rückseite

## Sage und Deutungen
Die Sage berichtet von zwei Müllerburschen, die von der Grünauermühle zum Kirchweihtanz nach Pilgramsreuth unterwegs waren. Sie waren beide in dasselbe Mädchen verliebt und auf dem Rückweg gerieten sie in Streit und stachen sich gegenseitig mit Messern nieder. Nach der Sage ist beim Hauptstein der Tatort und beim kleineren Stein in der Waldabteilung Mühlbursche das Grab, da Mörder nicht regulär auf dem Friedhof bestattet wurden. Demnach wäre der Hauptstein ein Sühnekreuz. Von der Sage beschreibt Hans Wohlrab verschiedene Versionen und Hinweise, die auf eine Wandersage deuten.
Andere Forscher, darunter Friedrich Wilhelm Singer, sehen in dem Kreuzstein einen Grenzstein eines ehemaligen Klosterbesitzes, wobei das Kloster Waldsassen unter Abt Johannes III. wegen der Übernahme eines Hofes von den Forstern 1316 dafür am plausibelsten erscheint. Andere Autoren vermuten das Kloster Benediktbeuern oder die Hospitalstiftung Hof. In der Nähe befindet sich außerdem die Grenze der Bistümer Bamberg und Regensburg, ebenso eine alte Besiedlungsgrenze. Der Steinkreuzforscher Hans Bucka hat noch weitere Deutungen gesammelt, z. B. als Freiung, als Thingplatz, als Menhir oder Zeichen der Christianisierung.